# Interplanetary Phenomenon Unit
L'Interplanetary Phenomenon Unit (letteralmente Unità sul fenomeno interplanetario) o IPU è stato un gruppo del dipartimento dell'esercito degli Stati Uniti, settore scientifico e tecnico, direzione del controspionaggio (Scientific and Technical Branch, Counterintelligence Directorate, Department of the Army), creato presumibilmente negli anni quaranta e sciolto verso la fine degli anni cinquanta.
Alcuni ufologi (v. seguito) hanno suggerito l'ipotesi che si trattasse di una unità militare segreta e che tra i suoi compiti vi fosse quello di investigare il fenomeno UFO. Le autorità dell'esercito statunitensi, pur confermando l'esistenza di un progetto con quel nome, hanno negato che si trattasse di un'unità militare, sostenendo che era piuttosto un gruppo di studio interno del controspionaggio, e hanno dichiarato che dopo il suo scioglimento tutta la documentazione relativa venne trasferita all'aeronautica militare statunitense (USAF), confluendo negli archivi del progetto Blue Book.
Vari gruppi ufologici hanno avanzato richieste di accesso agli atti in base al FOIA (Freedom of Access Act) riguardo a IPU. Nel maggio 1984 l'ufologo William Steinman scrisse una richiesta indirizzata alla direzione del controspionaggio dell'esercito, in cui chiedeva informazioni al riguardo dell'IPU e sulla sua azione nel campo scientifico-tecnologico. Steinman ricevette una risposta dal tenente colonnello Lance R. Cornine. Cornine ha sostenuto che l'IPU ha avuto un'esistenza ufficiosa e ha rifiutato di riconoscerla come unità militare:
Nel marzo 1987 un gruppo di ufologi britannico ha scritto a sua volta, ricevendo nuovamente una conferma dell'esistenza dell'IPU da parte di un certo colonnello William Guild. Guild fu più categorico sull'esistenza di archivi IPU e sul fatto che essi furono passati al Air Force Office of Special Investigations (AFOSI), l'ufficio di controspionaggio dell'USAF, in relazione al progetto Blue Book:
Timothy Good, un sostenitore della teoria del complotto degli UFO, ha sostenuto in un suo libro l'ipotesi che l'IPU fosse sotto il comando del generale George Marshall. I documenti dell'AFOSI (Air Force Office of Special Investigation) sull'IPU, se esistono, non sono mai stati pubblicati o resi noti.